# Anomoderus sicardi
Anomoderus sicardi är en skalbaggsart som beskrevs av Jean François Villiers 1940. Anomoderus sicardi ingår i släktet Anomoderus och familjen långhorningar.
Artens utbredningsområde är Madagaskar. Inga underarter finns listade i Catalogue of Life.